# Nordens Plads
Nordens Plads er en plads, der er beliggende syd for Roskildevej på den ydre del af Frederiksberg.
Pladsen er anlagt i begyndelsen af 1960'erne på en grund, hvor Kochs Handelsgartneri lå siden 1896. Navnet er inspireret af navnene på en række ejendomme på Roskildevej, der er opkaldt efter flere af Frederiksbergs nordiske venskabsbyer såsom Bærum, Tavastehus og Uppsala.
Den er en del af et område, der af Frederiksberg Kommune blev planlagt som en hel bydel med boliger, skoler, butikker m.v. På pladsen ligger højhuset Domus Vista, mens der ved siden af - på Johannes V. Jensens Allé og Betty Nansens Allé ligger lavere etagebyggerier. Lejlighederne er overvejende lejeboliger.
Siden 2025 har området omkring Nordens Plads været genstand for en områdefornyelse, der blandt andet skal gøre området tryggere og mere grønt.
I dag ligger en række butikker ud til pladsen, hvor der også er bibliotek og medborgerhus. Derudover ligger Frederiksbergs specialskole, Skolen ved Nordens Plads, i området.